# Ритм (література)
Ри́тм у літерату́рі (грец. rhýtmos — такт, розмірність, узгодженість) — закономірне чергування у часі подібних явищ, впорядкований рух, який у художній літературі набуває естетичного значення.
Формулювання ритму дав еллінський філософ Аристоксен у 4 ст. до н.е.: «Коли рух, який відчувається нами, такий, що розпадається на дрібні частинки, це називається ритмом». Однак, крім рівності таких частинок, у природі існує ще й їхня співмірність, що відбилася на специфіці версифікації, на її квантативній та квалітативній системах. Так, ритм може формуватися і за рахунок довгих та коротких складів (античне віршування), і за рахунок їх кількості (силабіка), і за рахунок принципу наголошеності та ненаголошеності (силабо-тоніка), і за рахунок наголосів у вірші (тонічне віршування).
За всіх випадків віршовий ритм постає співвіднесенням віршів як співмірних відрізків, виникає завдяки динамічному їх сполученню. Ритм притаманний і прозі, як і взагалі людському мовленню, пов'язаному із ритмічною основою — вдиханням та видиханням, а відтак — з паузами, які почленовують мовний потік на окремі одиниці (такти), що складаються з одного ударного моменту (акценту) та одного або кількох неударних. Такт як поняття музики вживається за аналогією й у віршознавстві, оскільки віршовий твір (на противагу прозі) яскраво увиразнює ритмоінтонаційні особливості поетичного мовлення, близькі до властивостей музичних творів. Недарма спочатку поезія і музика існували неподільно, бо мали спільну ритмічну основу — мелодійність. У поетичному тексті ритм витворює враження «плавкості» або «стрімкості» та інших ознак експресивності, а також широкий діапазон переживань — від суму до радості, залежно від того, яким розміром написано текст.
У ритму спостерігаються його конкретно-історичні властивості (у новоєвропейській поезії він відмінний від античної чи тюркомовної), має риси національного світосприйняття (коломийковий розмір в Україні), які збагачуються і новими ритмоінтонаційними тенденціями, що з'явилися в українській поезії разом із появою силабічного вірша у 17 ст. чи силабо-тонічного у 19 ст., чи верлібру у 20 ст. Для сприйняття певної ритмічної традиції необхідна відповідна версифікаційна культура, адже люди, виховані на ямбічних чи хореїчних розмірах, не завжди легко сприймають тактовики чи верлібри, які їм видаються ритмізованою прозою.
Термін «ритм» означає фактичне розташування наголошених та ненаголошених складів у конкретному віршовому розмірі силабо-тонічної системи, динаміку акцентної ритмоінтонації у тонічній системі та верлібрі.